# Tod Falor Stuessy
Tod Falor Stuessy (né le 18 novembre 1943) est un botaniste américain travaillant au Botanical Research Institute of Texas et est professeur à l'université du Texas à Austin, après y avoir obtenu son Ph.D.. Il a précédemment travaillé comme taxonomiste au Jardin botanique tropical Fairchild, près de Miami.

## Honneurs

### Éponymie
Genre
- (Asteraceae) Stuessya B.L.Turner & F.G.Davies[1]

Espèces
- (Asteraceae) Fulcaldea stuessyi Roque & V.A.Funk[2]
- (Crassulaceae) Aeonium stuessyi H.Y.Liu[3]
- (Cyperaceae) Carex stuessyi G.A.Wheeler[4]

### Abréviation d'auteur
L'abréviation « Stuessy » est employée pour indiquer Tod Falor Stuessy comme auteur pour la description et la classification scientifique des végétaux.